# Anna Wysocka (tłumaczka)
Anna Małgorzata Wysocka, wcześniej Anna Małgorzata Hajduk (ur. 1984 w Józefowie) – językoznawca, tłumaczka dubbingowa i dialogistka. Autorka tłumaczeń telewizyjnych programów rozrywkowych. Wraz z Maciejem Wysockim jest autorką tekstu piosenki czołówkowej serialu Pokémon: Diament i Perła. Absolwentka Instytutu Anglistyki Uniwersytetu Warszawskiego. Pracuje dla m.in.: SDI Media Polska, Eurocom Studio i IZ-Text.